# Eefje Boons
Eefje Boons (Deventer, 18 juli 1994) is een Nederlandse atlete, die is gespecialiseerd in het hordelopen. Ze is meerdere keren Nederlands kampioene op de 100 m horden geweest. Daarnaast kan ze ook goed sprinten; in deze discipline presteerde ze vooral in estafetteverband verdienstelijk.

## Loopbaan
In 2013 nam Boons deel aan de Europese kampioenschappen voor junioren in Rieti. Ze maakte er deel uit van de Nederlandse ploeg op de 4 x 100 m estafette, die verder bestond uit Sacha van Agt, Naomi Sedney en Tessa van Schagen. Dit viertal slaagde erin om de bronzen medaille te veroveren door een tijd van 44,22 s te laten afdrukken, elf honderdste van een seconde verwijderd van het nationale jeugdrecord uit 2010. Alleen de teams van Groot-Brittannië (eerste in 43,81) en Frankrijk (tweede in 44,00) waren sneller.
In 2016 kwam Boons voor Nederland uit op de Europese kampioenschappen in Amsterdam, waar ze op de 100 m horden de halve finale haalde.
In 2017 liep Boons in Lausanne een limiet voor de wereldkampioenschappen in Londen, waar ze deelnam aan de 100 m horden. Ze strandde daar echter in de series.
Boons is lid van AV Daventria.

## Nederlandse kampioenschappen
Outdoor
| Onderdeel    | Jaar                   |
| ------------ | ---------------------- |
| 100 m horden | 2016, 2017, 2018, 2019 |

### Persoonlijke records
Outdoor
| Onderdeel    | Prestatie          | Datum             | Plaats         |
| ------------ | ------------------ | ----------------- | -------------- |
| 100 m        | 11,56 s (+1,6 m/s) | 21 mei 2018       | Tilburg        |
| 150 m        | 17,40 s (+1,7 m/s) | 19 mei 2018       | Lisse          |
| 200 m        | 23,64 s (+0,6 m/s) | 18 juni 2017      | Veenendaal     |
| 300 m        | 38,38 s            | 7 mei 2016        | Lisse          |
| 400 m        | 56,74 s            | 13 september 2015 | Bergen op Zoom |
| 100 m horden | 12,86 s (+1,7 m/s) | 5 juli 2018       | Guadalajara    |

Indoor
| Onderdeel   | Prestatie | Datum            | Plaats    |
| ----------- | --------- | ---------------- | --------- |
| 60 m        | 7,46 s    | 17 februari 2018 | Apeldoorn |
| 200 m       | 24,41 s   | 22 februari 2015 | Apeldoorn |
| 60 m horden | 8,10 s    | 21 februari 2018 | Athlone   |

## Palmares

### 150 m
- 2019:  Ter Specke Bokaal in Lisse - 17,00 s (+2,6 m/s)

### 200 m
- 2014:  NK – 24,14 s

### 60 m horden

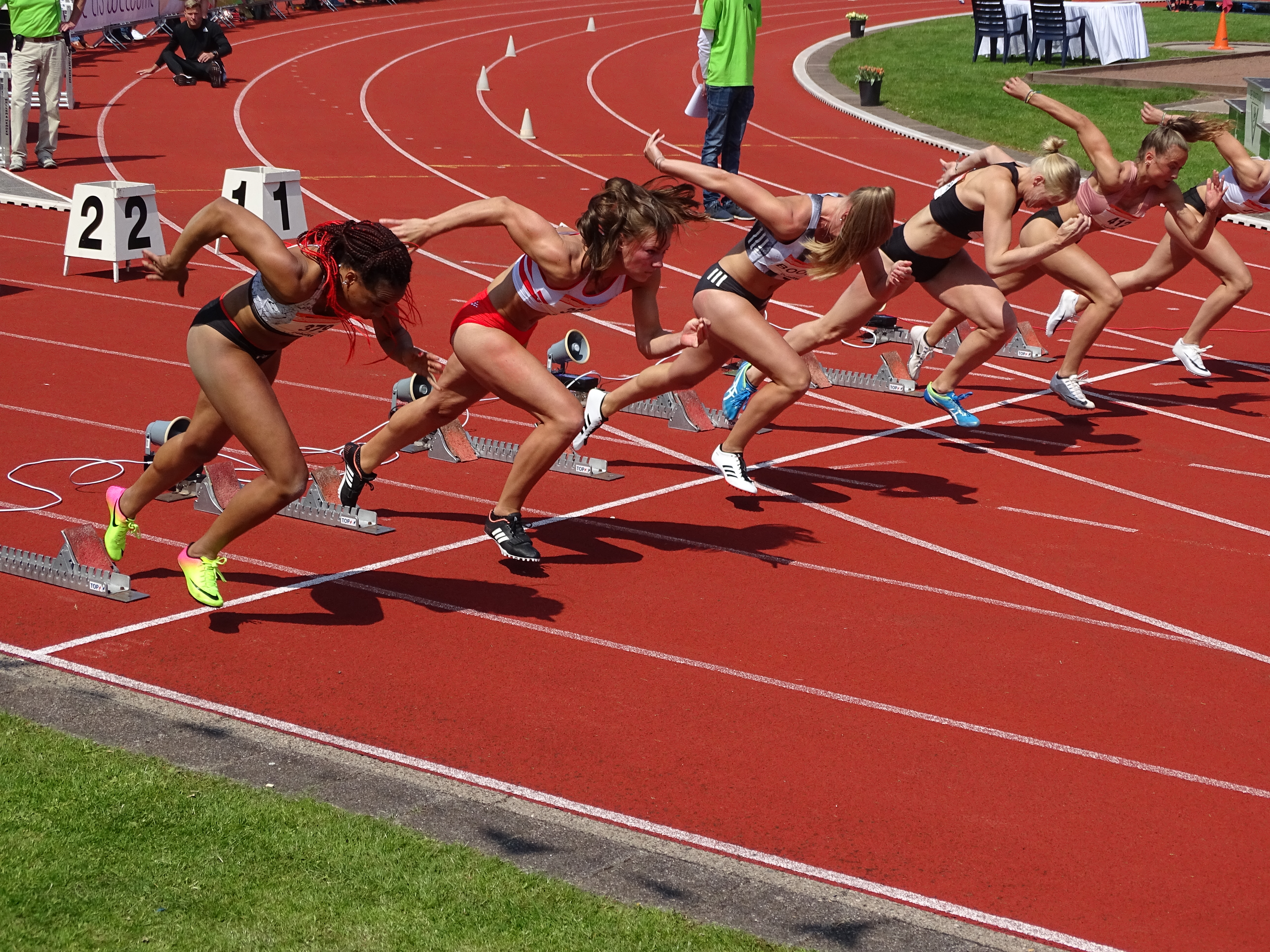
Ter Specke Bokaal 2019: Start van de 100 m horden, gewonnen door Eefje Boons (derde van links) in 12,89 s, maar met te veel rugwind

- 2016:  NK indoor – 8,19 s
- 2017:  NK indoor – 8,22 s
- 2018:  NK indoor – 8,21 s
- 2019:  NK indoor - 8,15 s
- 2024:  NK indoor – 8,45 s

### 100 m horden
- 2015: 6e EK U23 in Tallinn – 13,35 s (-0,2 m/s) (in ½ fin. 13,09 s)
- 2015:  NK – 13,62 s (-1,0 m/s)
- 2016:  NK – 13,08 s (+3,5 m/s)
- 2016: 7e in ½ fin. EK – 13,26 s (-1,1 m/s) (in serie 13,07 s)
- 2017:  NK – 13,26 s (-0,8 m/s)
- 2017: 7e in serie WK – 13,34 s (-0,9 m/s)
- 2018:  NK – 13,27 s (-1,5 m/s)
- 2019:  Ter Specke Bokaal – 12,89 s (+3,0 m/s)
- 2019:  NK – 13,38 s (-0,9 m/s)
- 2021: 6e Ter Specke Bokaal - 13,96 s (+0,0 m/s)
- 2022:  NK – 13,47 s (+0,0 m/s)
- 2024:  NK - 13,49 s (+2,0 m/s)

### 4 × 100 m
- 2013:  EK U20 – 44,22 s
- 2015: 4e EK U23 – 44,46 s